# Berliner Samoa-Konferenz

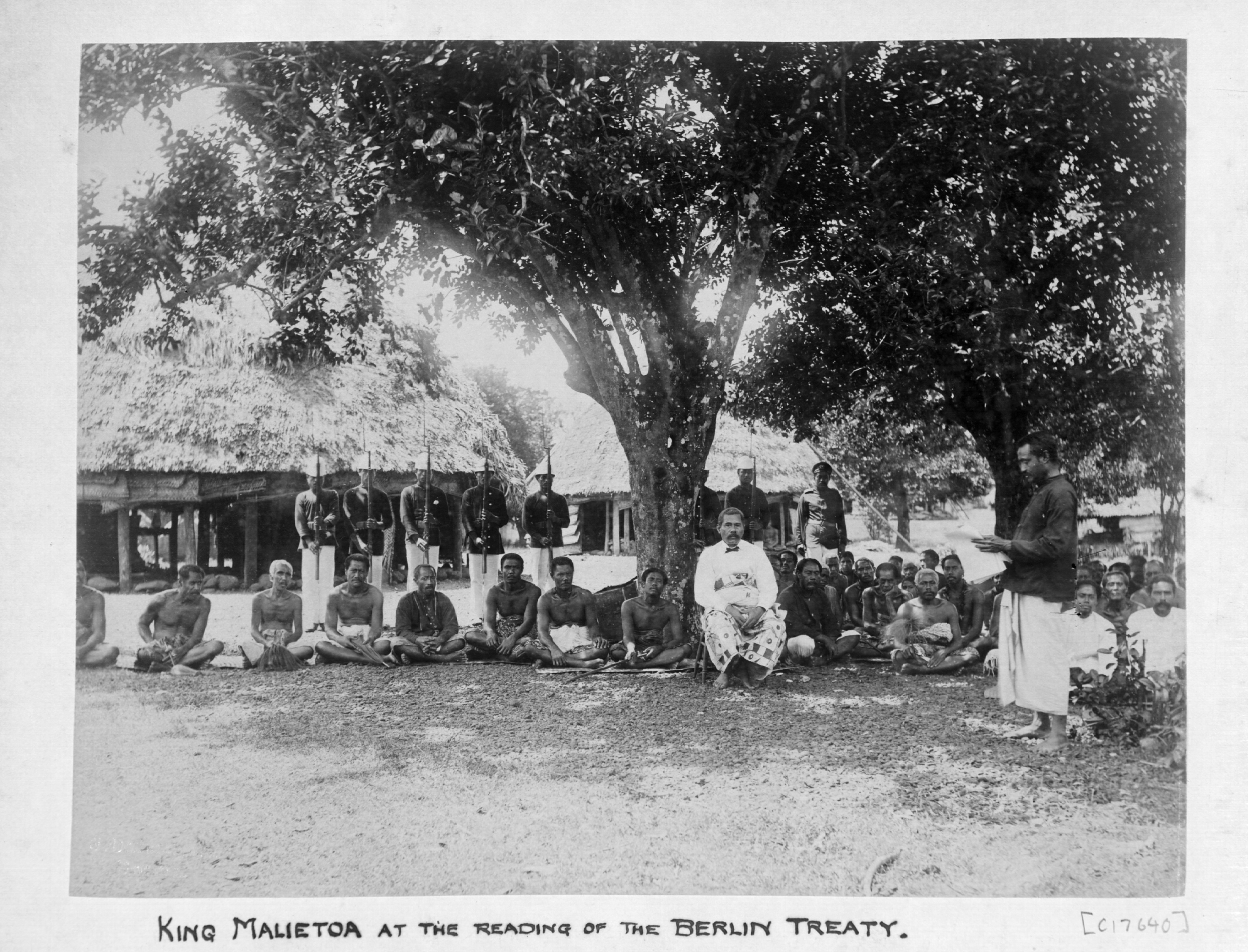
König Malietoa bei der Verkündung des Samoa-Abkommens von 1889

Die Berliner Samoa-Konferenz fand vom 29. April bis 14. Juni 1889 auf Einladung des deutschen Außenministers Graf Herbert von Bismarck in Berlin statt. Auf der Samoa-Konferenz wurden die langjährigen Machtkämpfe zwischen dem Deutschen Reich, Großbritannien und den Vereinigten Staaten um die Samoainseln zunächst beigelegt. Durch das Samoa-Abkommen wurde eine von den drei interessierten Mächten gemeinsam ausgeübte Regierungsgewalt über die Inseln eingerichtet. Samoa wurde zu einem formal unabhängigen, neutralen Königreich unter dem Protektorat der drei Mächte (Three Powers) erklärt. Das Schlussdokument der Konferenz, die Samoa-Akte, bildete die Grundlage für die Verwaltung der Inselgruppe in den darauffolgenden zehn Jahren.

## Hintergrund
Das Hamburger Handelshaus Joh. Ces. Godeffroy & Sohn hatte seit 1855 auf der Südsee-Inselgruppe durch Gründung mehrerer Handelsstationen und einer Faktorei erheblichen Einfluss gewonnen. 1878 wurde der Südsee-Besitz an die neu gegründete Deutsche Handels- und Plantagengesellschaft der Südsee-Inseln zu Hamburg (DHPG) übergeben.  Neben Joh. Ces. Godeffroy und Sohn bzw. der DHPG ließen sich auch amerikanische und britische Kaufleute auf den Samoainseln nieder. Während im Osten der Inselgruppe der amerikanische Einfluss überwog, konkurrierten im Westen Großbritannien und das Deutsche Reich um die Vorherrschaft im Handel mit Kopra. Die drei Großmächte versuchten auch, die Rivalitäten innerhalb Samoas auszunutzen, um über den Kampf um das Oberhaupt der Samoaner Einfluss auszuüben und unterstützten jeweils einen eigenen Kandidaten.
Am 2. September 1879 erklärten die Three Powers die Hauptstadt Apia an der Nordküste der Insel Upolu und das die Stadt umgebende Gebiet zur neutralen Zone unter der gleichberechtigten, gemeinsamen Verwaltung der Konsuln dieser Staaten. Diese Munizipalverwaltung hatte die Aufgabe, den Handel der Europäer zu schützen und die Beziehungen zwischen Europäern und Samoanern zu ordnen.
1881 kam es im Zusammenhang mit der Königswahl erneut zu Konflikten. Die Briten unterstützten Malietoa Laupepa, während sich die Deutschen für Tupua Tamasese Titimaea aussprachen. Als es 1887 während einer Kaiser-Geburtstagsfeier zu einem Zusammenstoß zwischen Deutschen und Samoanern kam, wurde Laupepa gefasst und ins Exil in die  deutsche Kolonie Kamerun geschickt. Die britischen und amerikanischen Vertreter riefen, durch diese diplomatische Niederlage gekränkt, Mataafa Josefo auf der Nebeninsel Savaiʻi zum Gegenkönig aus.
Am 26. Juli 1887 trafen sich die drei rivalisierenden Mächte in Washington, D.C.  zu einer ersten Samoa-Konferenz. Sie blieb ohne Ergebnis, da sich die anderen Mächte weigerten, ein deutsches Mandat über Samoa anzuerkennen.
Während der Samoa-Krise 1889 lagen sich zum ersten Mal amerikanische und deutsche Kriegsschiffe gegenüber. Es ist wahrscheinlich, dass es in dieser gespannten Situation zu Kämpfen gekommen wäre, wenn nicht ein Zyklon vor Apia vom 13. bis 17. März 1889 die in der Bucht vor Anker liegenden, bereits kampfbereiten Kriegsschiffe zerstört und 54 amerikanische sowie 92 deutsche Seeleute das Leben verloren hätten. Die Trenton, die Vandalia und die Nipsic ebenso wie die Eber, Olga und Adler kollidierten, strandeten oder zerschellten am Riff. Einzig die britische Calliope rettete sich ins Auge des Orkans.

## Samoa-Konferenz 1889
Die Samoa-Konferenz wurde vom deutschen Außenminister Herbert von Bismarck vorgeschlagen, um die Verhandlungen nach den gescheiterten Versuchen wieder aufzunehmen. Die Konferenz trat am 29. April 1889 in Berlin zusammen. Deutschland wurde durch Herbert von Bismarck und die Mitglieder des Auswärtigen Amtes: Friedrich von Holstein und Richard Krauel vertreten. Die Gesandtschaft des Vereinigten Königreichs bestand aus dem Botschafter Edward Malet, Charles Stewart Scott und Joseph Archer Crowe; von den Vereinigten Staaten wurden der Sondergesandte John A. Kasson, sowie William Walter Phelps und George H. Bates entsandt.
Die drei Großmächte beschlossen, das neutrale Territorium um Apia in einen Munizipaldistrikt umzuwandeln. Der Präsident der Munizipalverwaltung wurde wie der Oberrichter von Großbritannien, den Vereinigten Staaten und Deutschland gemeinsam bestimmt. Sollte keine Einigung bei der Besetzung der Regierungsämter erzielt werden können, so war der König von Schweden als Schiedsrichter vorgesehen.
Dem Munizipalrat stand ein deutscher Beamter vor. Erster Präsident des Munizipalrates von Apia war Arnold Freiherr Senfft von Pilsach, der im April 1891 in Apia eintraf. Sein Nachfolger wurde Anfang September 1893 Ernst Schmidt-Dargitz, dem Ende Januar 1897 John Raffel und 1899 Wilhelm Solf folgten.
Die Rechtsprechung lag in der Hand der Briten und Amerikaner. Englisch war Gerichtssprache, es galt angelsächsisches Recht in seiner australischen Ausprägung. Der Oberrichter (Chief Justice) war Appellationsinstanz in internationalen und Schiedsrichter in Thronfolgefragen. Als erster Oberrichter trat der Schwede Otto Conrad Waldemar Cedercrantz am 2. Januar 1891 sein Amt an. Am 3. November 1893 folgte ihm Henry Clay Ide, der am 13. Mai 1897 durch William Lee Chambers abgelöst wurde. Letzter Oberrichter war von Juli 1899 bis 1. März 1900 Luther Wood Osborn.
Die Berliner Konferenz wahrte die Fiktion einer autonomen samoanischen Verwaltung. Die Unabhängigkeit und Neutralität der Regierung von Samoa wurde garantiert, die drei Großmächte beschlossen die Garantie einer freien Wahl des Tupu und die Entwaffnung aller Samoaner. Darüber hinaus wurden die öffentlichen Finanzen neu organisiert. Der im Herbst 1887 von Mataafa Josefo besiegte Malietoa Laupepa wurde wieder eingesetzt.
Der Vertrag wurde in Berlin von den drei Mächten am 14. Juni 1889 unterzeichnet; Ratifikationen wurden am 12. April 1890 ausgetauscht und die Samoa-Regierung stimmte am 19. April 1890 dem Vertrag zu.

## Weitere Entwicklung
Dieses Tridominium funktionierte mehr schlecht als recht bis 1899. Es kam zu dauernden Unruhen und Wirren, Stammeshändeln und Händlerzwisten. Nach der Bombardierung Apias, der Hauptstadt Samoas, durch Briten und Amerikaner Anfang 1899, die sich gegen ihren ehemaligen Schützling Mataafa richtete, wurde am 14. November 1899 der Samoa-Vertrag geschlossen. Die Samoainseln wurden zwischen Deutschland und Amerika entlang des 171. Längengrades aufgeteilt. Deutschland erhielt mit den Inseln Upolu und Savaiʻi den größeren Teil der Inselgruppe, der ab 1900 die Kolonie Deutsch-Samoa bildete. Großbritannien verzichtete auf seinen Einflussbereich auf Samoa, ließ sich dafür aber seine Rechte auf Tonga anerkennen und erhielt von Deutschland die Salomoneninseln Ysabel, Choiseul, Ontong Java, die Shortland-Inseln sowie Grenzkorrekturen in der deutschen Kolonie Togo. Das Abkommen von 1889 wurde annulliert.
Die Berliner Konferenz war die erste, bei der nicht in der traditionellen Diplomatensprache Französisch gearbeitet wurde. Auf einen Vorschlag von Otto von Bismarck hin wurde in Englisch verhandelt.